# Syzygium toninense
Syzygium toninense är en myrtenväxtart som först beskrevs av Baker f., och fick sitt nu gällande namn av J.W.Dawson. Syzygium toninense ingår i släktet Syzygium och familjen myrtenväxter. Inga underarter finns listade i Catalogue of Life.